# روبرتو دوران
روبرتو دوران (انگلیسی: Roberto Durán؛ زادهٔ ۱۶ ژوئن ۱۹۵۱) بوکسور حرفه‌ای پانامایی بود که از سال ۱۹۶۸ تا ۲۰۰۱ مسابقه می‌داد. دوران در چهار وزن سبک‌وزن، ولتروزن، فوق ولتروزن و میان‌وزن عنوان‌دار بود. او دومین بوکسوری است که پنج دهه در رینگ بوکس مبارزه کرد. قدرت ضربات مشت او به حدی بود که حتی تماشاگران را نیز به وحشت می‌انداخت؛ که به همین دلیل به او لقب دست‌های سنگی دادند.
دوران پس از یک تصادف در اکتبر ۲۰۰۱ با یک رکورد حرفه‌ای ۱۱۹ مبارزه، ۱۰۳ برد و ۷۰ ناک‌اوت بازنشسته شد. دوران در سال ۲۰۰۲ توسط مجله رینگ (The ring) به عنوان پنجمین جنگنده بزرگ در ۸۰ ساله گذشته انتخاب شد.

## اوایل زندگی
روبرتو دوران در ۱۶ ژوئیه ۱۹۵۱ در گوارا، پاناما به دنیا آمد. مادرش کلارا سامانیو بومی گوارا و پدرش مارگاتیو دوران سانچز، اهل آریزونا، مهاجر مکزیکی بود.

## حرفه

### سبک‌وزن
دوران اولین پیروزی‌های پی در پی خود را بدست آورد و در حالی قهرمان لیگ قهرمانان آرسنال شد که در بار اول شکست خورده بود. اولین قهرمانی خود را در سال ۱۹۷۲ بدست آورد. دوران در مبارزه نهایی این مسابقه آسیب دید و مربی او اعتقاد داشت که حریف او ضربه‌ای به زانوی او زد با این حال، توانست با ضربه فنی در دور سیزدهم برنده شود.

### ولتروزن
دوران در تعطیلات مسابقات سبک وزن خود را برای مسابقات ولتروزن آماده کرد. دوران دو برد را در برابر قهرمان سابق کمربند قهرمانی سبز شورای جهانی بوکس، کارلوس پالومینو و زفرنیو گونزالس بدست آورد. محل برگزاری این مسابقات استادیوم المپیک مونترآل بود.

### میان‌وزن
او زمان زیادی را برای بازیابی خود از آن مبارزه گرفت و او تلاش کرد که وزن بیشتری به‌دست آورد تا عنوانی از میان‌وزن هم به دست آورد، اما در اولین تلاش خود برای قهرمانی در آن وزن در ۳۰ ژانویه ۱۹۸۲ ناتوان ماند. دوران در سپتامبر ۱۹۸۲ مبارزه بازگشت را از دست داد. کریکلند لین، از لندن، دنیای بوکس را تکان داد. کریکلند لین برنده جایزه قهرمانان میامی در انگلیس شد.
دوران در مسابقه ای در برابر مور که مبارزه ای سخت بین آن‌ها بود که در نهایت در دور هشتم مبارزه متوقف شد زیرا مور ضربه‌ای وحشتناک دریافت کرده بود و دوران عنوان سوم بدست آورد. دوران که تا سال ۱۹۸۹ رقابتی برای مبارزه‌ها نبود، اما در برابر ایران بارکلی، قهرمان WBC در فوریه به پیروزی رسید. مبارزه دوران با بارکلی در سال ۱۹۸۹ مبارزه سال لقب گرفت.

### فوق ولتروزن
دوران خود را به فوق ولتروزن رساند و در سومین برخورد با شوگار ری لئونارد توسط آرای داورها شکست خورد. همه تصور کردند دوران پس از این مبارزه افت می‌کند، اما او در سه سال در تلاش بود تا مبارزات بیشتری داشته باشد و عنوان‌هایی را کسب کند. در سال ۱۹۹۴ و ۱۹۹۵ برای مسابقات فوق ولتروزن شرکت کرد اما در مبارزه با وینی پاز شکست خورد؛ اما مردم احساس کردند که پیروزی را از دوران دزدیدند. او در سال ۱۹۹۶، اوکتر کاماچو را در مسابقات قهرمانان بین‌المللی میان‌وزن به چالش کشید اما در نهایت شکست خورد. دوران در سال ۱۹۹۷، توسط جورج کاسترو شکست خورد اما در نهایت در یک مسابقه مجدد، کاسترو را شکست داد. در سال ۱۹۹۸، در حالی که او ۴۷ سال سن داشت، او ویلیام جپی که قهرمان میان‌وزن بود و ۲۸ سال سن داشت را به چالش کشید؛ در نهایت در سه دور دوران شکست خورد. دوران بازنشستگی خود را در ماه اوت سال ۱۹۹۸ اعلام کرد، اما در سال ۱۹۹۹ دوباره به مبارزه پرداخت. دوران در ژوئن ۲۰۰۰، قهرمانی در فوق ولتروزن را در سن ۴۹ سالگی بدست آورد.

## بازنشستگی

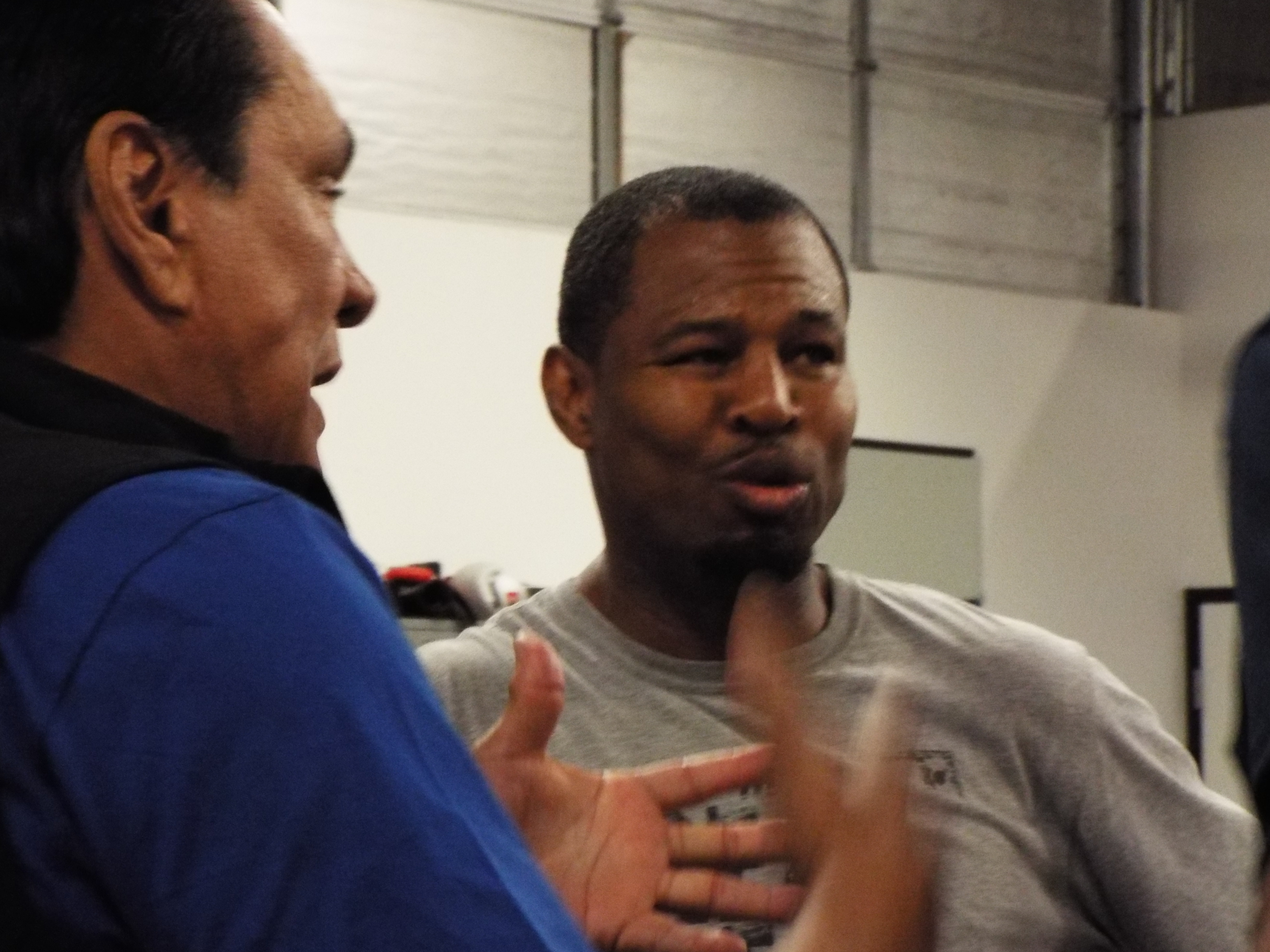
آموزش دوران به‌شان ماسلی برای مبارزه با داویت آوانسیان، ۲۰۱۶

در سال ۲۰۰۱، دوران به آرژانتین سفر کرد تا موسیقی سالسا را در این کشور منتشر کند. در حالی که در کشور آرژانتین بود، تصادف کرد و پس از آن حادثه، او بازنشستگی خود را در سن ۵۰ سالگی از بوکس اعلام کرد.
دوران در ۱۴ اکتبر سال ۲۰۰۶، به تالار بین‌المللی بوکس در شهر ریورساید، کالیفرنیا و در تاریخ ۱۰ ژوئن ۲۰۰۷ به تالار بین‌المللی بوکس در کاناستوتا، نیویورک دعوت شد. امروز او سفیر تجاری پاناما آبی، بطری آب پاناما است. دوران یک خلبان هواپیمای فوق العاده سبک در پاناما است.

## کار در فیلم و موسیقی

### فیلم

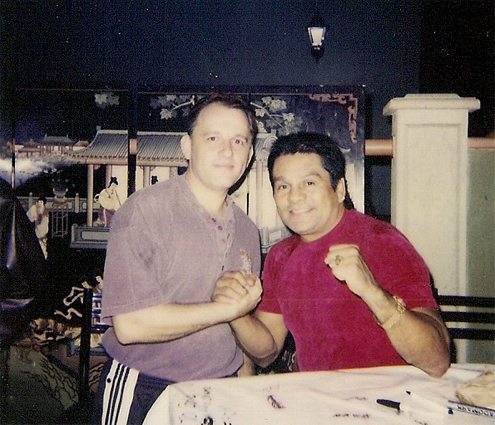
دوران (راست) با نویسنده صربستانی پرواسلاو وویچیچ (چپ)

اولین فیلم دوران در فیلم راکی ۲ در سال ۱۹۷۹ که به عنوان یک شریک رعد و برق بود. زندگی و حرفه بوکس دوران در فیلم مستند (The Fists of a Nation) توسط فیلمساز پانامایی ارائه شد. دوران در میامی، فصل دوم معاون، در قسمت ۱۹ بازی کرد.

## موسیقی
یکی از آهنگ‌های دوران، چشم‌های روبرتو دوران است. مایلز دیویس، خواننده موسیقی، برای احترام به روبرتو دوران، آهنگی با نام او خواند.